# William A. Eaton (Biophysiker)
William Allen Eaton (* 4. Juni 1938) ist ein US-amerikanischer Biophysiker und gilt als einer der führenden Experten über die Physik von Proteinen.
Eaton erhielt 1959 den B.A. an der University of Pennsylvania, war 1960 an der Freien Universität Berlin um dann wieder an der University of Pennsylvania 1964 den M.D. und 1967 den Ph.D. zu erhalten. Seine Doktorarbeit beschäftigte sich mit dem Thema der elektronischen Spektroskopie von Hämoproteinen. 1968 ging Eaton an das National Institutes of Health (NIH) in Bethesda, Maryland. Seit 1986 ist er Leiter des Laboratory of Chemical Physics, NIDDK, dem Labor für Grundlagenforschung am NIH.

## Auszeichnungen
- Founder’s Award der Biophysical Society
- Hans Neurath Award der Protein Society
- Humboldt-Forschungspreis
- John Scott Medal of the City of Philadelphia
- Fellow der American Physical Society
- Fellow der Biophysical Society
- Fellow der American Academy of Arts and Sciences
- Mitglied der National Academy of Sciences
- Mitglied der Accademia Nazionale dei Lincei
- 2012 Max Delbruck Prize[1]
- 2016 Ehrendoktor der Freien Universität Berlin
- 2019 Henry M. Stratton Medal
- 2021 Peter Debye Award